# National Panasonic Open 1984
National Panasonic Open 1984 — жіночий тенісний турнір, що проходив на відкритих трав'яних кортах у Брисбені (Австралія). Належав до турнірів 1-ї категорії в рамках Світової чемпіонської серії Вірджинії Слімс 1984. Турнір відбувся вп'яте і тривав з 19 до 25 листопада 1984 року. Третя сіяна Гелена Сукова здобула титул в одиночному розряді.

## Фінальна частина

### Одиночний розряд
Гелена Сукова —  Елізабет Смайлі 6–4, 6–4
- Для Сукової це був 1-й титул в одиночному розряді за сезон і 2-й — за кар'єру.

### Парний розряд
Мартіна Навратілова /  Пем Шрайвер —  Беттіна Бюнге /  Ева Пфафф 6–3, 6–2
- Для Навратілової це був 23-й титул за сезон і 202-й - за кар'єру. Для Шрайвер це був 13-й титул за сезон і 62-й - за кар'єру.